# 范高爾 (馬)
范高爾（生於2008年2月11日）是英國出生及訓練馬師純種競賽馬匹，出賽十四戰全勝，當中包括八項一級賽，為2011及2012年度的歐洲馬王。

## 競賽生涯

### 2010年
此馬以2009年11月逝世的美國練馬師范高爾命名，范高爾是美國朱德望牧場其中一位托養的練馬師。2010年8月13日范高爾在新市場馬場出戰四班處女馬賽，在賽事中遭到布宜學策騎的天賜寶駒進擊，雙方幾乎不讓半步，最後范高爾以半個馬位險勝；後來天賜寶駒在來年7月勝出英皇佐治六世及皇后伊利沙伯錦標。接著范高爾在唐卡斯特馬場角逐兩歲馬平磅賽，結果大勝12個馬位。范高爾在雅士谷角逐御盧錦標，輕鬆帶離奇力馬10個馬位而回。再於10月16日在面對未來夢想、天才畫家等實力馬的情況下，輕取一級賽杜何斯特錦標。

### 2011年
4月，范高爾在三級賽格拉咸錦標復出，在比賽中途越過前領馬後，輕鬆擊敗盡歡騰奪得冠軍。其後施素爾決定劍指二千堅尼錦標，鞍上人祁義理決定將馬匹在起步不久加速，帶離其他對手超過10個馬位，最終以六個馬位大勝而回。接著范高爾避戰葉森打吡，選擇在皇家雅士谷賽期出戰聖詹姆士宮錦標，採用同樣戰法，不過今次卻放得太快，在最後400米力度轉弱，以不到一個馬位險勝佐范尼而回。
7月27日的薩塞克斯錦標，范高爾遇上在一哩一級賽取得連勝的小鎮風情，成為世紀對決。最後堅守內欄的范高爾，擊敗了有外閃傾向的小鎮風情，勝出漂亮的一役。
相隔接近三個月，范高爾角逐女皇伊利沙伯二世錦標，為免祁義理錯估形勢，安排了半兄子彈列車作開路馬，面對兩匹一級賽冠軍盡歡騰以及永恆詩篇，范高爾在400米帶離對手下勝出。同年，獲選為卡地亞獎的歐洲馬王，其國際評分高達136分，力壓多匹長途良駒，成為國際評分最高的馬匹。

### 2012年
施素爾決定讓范高爾在四歲繼續服役，並考慮讓牠角逐中距離賽事，包括國際錦標及冠軍錦標，但在此之前仍然集中於一哩賽事。在4月初馬匹曾傳出受傷甚至退役的傳聞，有關方面即時否認。本年首場賽事角逐樂景傑錦標，面對加盟了岳伯仁的盡歡騰，雖一度受對手挑戰，但很快便帶離對手，輕取五個馬位。
6月19日出戰女皇安妮錦標，今場賽事盡歡騰以同樣手法逼近范高爾，但祁義理下令范高爾發力，帶離了馬群，結果以11個馬位大勝，賽後施素爾指馬匹在賽事中失去了左前蹄鐵。接著返回古活馬場角逐薩塞克斯錦標，面對歡暢的後追下，范高爾輕鬆以六個馬位大勝。
范高爾在八月出戰中距離賽事國際錦標，開始面對擅跑此程的馬匹，雖然起步一般守在第七位，轉直路衝向近觀眾席的外欄，仍然輕鬆把多項一級賽冠軍得主聖堂及歡暢擊敗，以七個馬位勝出。10月20日，范高爾出戰競賽生涯中最後一場賽事冠軍錦標，縱使再面對曾經牠僅勝半個馬位的天賜寶駒、以及上屆冠軍天鷹翱翔，但仍能輕鬆抑壓倒對手，並以14戰全勝結束競賽生涯。
在2012年的世界馬匹國際評分，以140分高踞第一。經調整後的評分，較勇舞更高。

## 詳細賽績
| 日期       | 馬場     | 距離      | 級別 | 賽事名稱             | 負重（磅） | 騎師   | 名次/出馬 | 時間    | 與頭馬距離 | 冠軍（亞軍）      |
| ---------- | -------- | --------- | ---- | -------------------- | ---------- | ------ | --------- | ------- | ---------- | ----------------- |
| 13/8/2010  | 新市場   | 草8f      |      | 兩歲處女馬賽         | 129        | 祁義理 | 1/12      | 1:43.69 | 1/2        | （天賜寶駒）      |
| 10/9/2010  | 唐卡斯特 | 草7f      |      | 兩歲馬定磅賽         | 128        | 祁義理 | 1/3       | 1:24.83 | 13         | (Rainbow Springs) |
| 25/9/2010  | 雅士谷   | 草8f      | G2   | 御蘆錦標             | 124        | 祁義理 | 1/5       | 1:41.73 | 10         | （奇力馬）        |
| 16/10/2010 | 新市場   | 草7f      | G1   | 杜何斯特錦標         | 127        | 祁義理 | 1/6       | 1:25.73 | 2-1/4      | （天才畫家）      |
| 16/4/2011  | 紐伯利   | 草7f      | G3   | 格拉咸錦標           | 126        | 祁義理 | 1/6       | 1:24.60 | 4          | （盡歡騰）        |
| 30/4/2011  | 新市場   | 草8f      | G1   | 二千堅尼錦標         | 126        | 祁義理 | 1/13      | 1:37.30 | 6          | （杜拜之金）      |
| 14/6/2011  | 雅士谷   | 草8f      | G1   | 聖詹姆士皇宮錦標     | 126        | 祁義理 | 1/9       | 1:39.24 | 3/4        | （佐范尼）        |
| 27/7/2011  | 古活     | 草8f      | G1   | 薩塞克斯錦標         | 126        | 祁義理 | 1/4       | 1:37.47 | 5          | （小鎮風情）      |
| 15/10/2011 | 雅士谷   | 草8f      | G1   | 女皇伊利沙伯二世錦標 | 125        | 祁義理 | 1/8       | 1:37.47 | 4          | （盡歡騰）        |
| 19/5/2012  | 紐伯利   | 草8f      | G1   | 樂景傑錦標           | 126        | 祁義理 | 1/6       | 1:38.14 | 5          | （盡歡騰）        |
| 19/6/2012  | 雅士谷   | 草8f      | G1   | 女皇安妮錦標         | 126        | 祁義理 | 1/11      | 1:37.85 | 11         | （盡歡騰）        |
| 1/8/2012   | 古活     | 草8f      | G1   | 薩塞克斯錦標         | 133        | 祁義理 | 1/4       | 1:37.54 | 6          | （歡暢）          |
| 22/8/2012  | 約克     | 草1m2f88y | G1   | 國際錦標             | 129        | 祁義理 | 1/9       | 2:06.59 | 7          | （歡暢）          |
| 20/10/2012 | 雅士谷   | 草1m2f    | G1   | 冠軍錦標             | 126        | 祁義理 | 1/6       | 2:10.22 | 1-3/4      | （天鷹翱翔）      |

## 血統背景
北地舞人的3X4近親交配，其父天文學家為2001年葉森打吡及英皇鑽石錦標冠軍，配種成績非常成功。母系Kind出自丹山，在英國兩度攻破短途表列賽，也曾在三級賽上名，出賽13戰取得6冠。牠的全弟為祟高任務，曾勝出一級賽冠軍錦標。半兄為子彈列車，為表列賽冠軍，但自葉森打吡包尾而回後再無好表現，後擔任范高爾的步速締造者。另外范高爾的近親為鮑華斯高，曾勝出達德索金盃及雅靈頓百萬大賽等一級賽。

## 配種
范高爾在朱德望牧場配種，首年種費為12萬5千英鎊，與133頭雌馬交配。另外也設定在南半球有限度配種。至2017年為止，配種費仍然維持12萬5千英鎊。其首匹一級賽子嗣為於日本出生、服役的觸動心弦，先後勝出2016年阪神兩歲牝馬錦標和2017年優駿牝馬（日本橡樹大賽），而觸動心弦其後亦有同父馬在日本勝出一級賽，包括魔族雅谷、攻必勝。
由2017年開始，范高爾亦有子嗣到香港服役，包括「帆哥兒」、「精明才子」、「如沐春風」、「興爾」、「好計」、「福善」、「喜進龍」、「運財再來」、「綫路暉華」、「喜蓮新星」、「紅愛舍」、「手到再來」、「傳承者」。

### 主要子嗣

#### 一級賽優勝子嗣
粗體字為一級賽
2014年生
- 觸動心弦（ 阪神兩歲牝馬錦標、 鬱金香賞、 優駿牝馬）
- Call The Wind（ 嘉登大賽、 巴比維爾錦標、 賈嘉利大賽）
- 海市蜃樓（ 談唱劇錦標、 域斯迪雅錦標、 傑貝哈特錦標）
- 魔族雅谷（ 安田紀念、 根岸錦標、 二月錦標）
- 金庫神偷（獲狄嘉錦標、 尼爾錦標、兩次英國冠軍錦標、 根利錦標、加冕盃）
- 玄舞幻步（光榮錦標、 大都會錦標）

2015年生
- 至真至誠（愛特蘭塔錦標、法爾曼斯錦標）
- 籠中馬（聖詹姆士皇宮錦標）

2016年生
- 邏輯學者（聖烈治錦標）
- Anapurna（葉森橡樹大賽、 皇家地錦標）

2017年生
- 登山英雌（蘭開夏郡橡樹大賽、 柏林大賽、 歐洲大賽、 拜仁大賽、 聖格盧大賽、約克郡橡樹大賽、 凱旋門大賽）
- 四邊形（雌馬一哩賽）
- 莫心足（ 溫馨擁抱錦標、 法雅納錦標、 葡萄園育馬場錦標、 澳洲橡樹大賽）

2018年生
- 攻必勝（ 朝日盃未來錦標、 阪神盃）
- 白雪燈（法爾曼斯錦標）
- 颶風萊恩（東帝錦標、 愛爾蘭打吡、 巴黎大賽、聖烈特錦標、賽馬會錦標）
- 雅大爺（葉森打吡、英皇佐治六世及皇后伊利沙伯錦標、哥頓李察錦標）
- 瞄得對（達利錦標、哥頓李察錦標、九月錦標、 新未來城草地盃、威爾斯親王錦標、英國國際錦標）
- 百川歸海（ 阿堅斯錦標、 蘭域堅尼）

2019年生
- 誠實心（ 國富大賽、 巴黎大賽）
- 浪跡高歌（ 李奧柏一千堅尼預賽、 愛爾蘭一千堅尼）
- 壯膽識（雅士谷金盃）
- Wild Beauty（ Natalma錦標、杜拜免稅店錦標）
- 旋進軌跡（May Hill錦標、雌馬一哩賽、加冕錦標、 兩次尚羅曼尼錦標、太陽戰車錦標、 育馬者盃雌馬草地大賽）
- McKulick（ 貝蒙橡樹邀請錦標、 美國賽馬會橡樹邀請錦標、 兩次格倫斯瀑布錦標、 Waya錦標、 蘭花錦標）
- 三拍子（卓越一哩錦標、女皇安妮錦標）
- 韋氏（經典預賽、 愛爾蘭打吡、 聖格盧大賽）
- 凌雪飛（ 法國橡樹大賽、蘭秀錦標、法爾曼斯錦標）

2020年生
- Soul Sister（慕絲多拉錦標、葉森橡樹大賽）
- 量時度力（ 兩次域斯迪雅錦標、曼克頓錦標、 傑貝哈特錦標）
- 天姿嬌瑰（ 旺圖錦標、 聖安利爾大賽、 Alec Head錦標）
- 姬麗娜（ 沙特利咸大賽、 森林大賽）
- 新王朝（雅琴錦標、英國香檳錦標、杜何斯特錦標、二千堅尼錦標）

2021年生
- 依蘭芳菲（ 銀閃錦標、雌馬一哩賽）
- 極度凌厲（ 韋傑亞女子爵錦標）

2022年生
- 維多湖（甜索利那錦標、 莫格雅育馬場錦標、卓維利園錦標、 育馬者盃兩歲雌馬草地大賽、 愛爾蘭一千堅尼）
- Minnie Hauk（葉森橡樹大賽、 愛爾蘭橡樹大賽）

#### 分級賽優勝子嗣
2014年生
- 智利土著（經典預賽）
- 仁慈王后（雷凡錦標）
- 興爾（ 戴芙莉錦標）
- Toulifaut（ 愛曼大賽）
- 范高夫人（ 里維錦標）
- 帝主峽（達利錦標）
- 始終如一（ 尤金亞當錦標、 羅魯錦標、 京士頓城錦標）
- 遠近馳名（卡拉芬錦標、 奧南奴錦標）
- Mi Suerte（ 夢幻錦標）
- 精明才子（ 一月盃）
- Fair Eva（瑪嘉烈公主錦標）
- Fashion Business（ 德爾馬讓賽）
- 范高銀（ 康特錦標、蘭市玫瑰錦標）

2015年生
- 演奏家（ 愛爾蘭未來錦標、 蓋達靈錦標）
- 用心學（ 斯德哥爾摩大賽）
- Outbox（賽馬會錦標）
- Lightening Quick（Athasi錦標）
- 主宰現實（ 好收成錦標）
- 納爾森（ 金羊毛錦標、 百利斯錦標）
- 日光妙齡（跳躍錦標）

2016年生
- 手鼓樂家（ 高諾伊錦標）
- Obligate（ 沙特利咸大賽）
- 東漸（ 拜倫錦標）
- Delaware（ 戴芙莉錦標）
- Elizabeth Way（ 拿騷錦標、 The Very One錦標）
- Fount（ 里維錦標）

2017年生
- 爽朗愛人（ 列普谷錦標）
- 飛舞心靈（史德素錦標、 兩次巴林國際錦標、 新未來城草地盃）
- 為女之道（ Summoned錦標、 楊彼得錦標）

2018年生
- 柔唱輕歌（夏季錦標）
- 詩意如泉（ 旺圖錦標、 倫勒德錦標）
- Dajraan（ 節日錦標）
- Kalahara（ 雅蘭堡大賽）
- 無懈駒（漢普頓宮錦標）
- 奉神之諭（ 山谷百合錦標）
- 霧起小港（ 奇雲希斯錦標、 名氣急升錦標）
- My Whisper（ Auraria錦標、 泰斯奧錦標、Summoned錦標）

2019年生
- 夢高飛（ 拜倫錦標）
- 按時鎖上（公主錦標）
- 御榮貴（甜索利那錦標）
- 伴月色（ 沙拉托加橡樹邀請錦標、 維迪角錦標、 百利錢錦標）
- 得勁兒（ 巴登雌馬錦標）
- 博通天文（ 奧卡爾錦標）
- Perfect News（ 巴里約根錦標）
- 先贏一次（ 維希大賽）
- 芝香滿溢（ 馬拉威特大賽）
- 珍珠有恆（ 米羅夫錦標、公主錦標）
- Skims（ 沙點錦標）
- 心思谷（ 萬利安盃）
- Let'sbefrankbaby（ 澳洲雌馬經典賽）

2020年生
- 童話傳世（ 李奧柏二千堅尼預賽）
- Maxux（ Denny Cordell雌馬錦標）
- 編隊長（ 魯力斯大賽）
- 軍令（冬季打吡）
- English Rose（ 百利錢錦標）
- 追捕（車士達銀瓶、傑菲弗里爾錦標）

2021年生
- 國民樂派（ 連斯錦標、 主席讓賽）
- 鬥牛悍將 （太子妃錦標）
- Candala（ 具路都錦標）
- 儆惡懲奸（ 行政大賽、 艾根錦標）
- 宮廷畫匠（ 金羊毛錦標、 美德錦標、 蘇龍那威錦標）

2022年生
- 床邊小話（ 銀閃錦標、 初登錦標）

## 外部連結
- racingpost.com賽績 （页面存档备份，存于）
- 血統表 （页面存档备份，存于）
- 朱德望牧場范高爾官方網站